# Mittelstedten
Mittelstedten ist eine Wüstung im Vordertaunus in der Nähe von Oberstedten und der Wüstung Niederstedten bei Oberursel. Der Ort existierte bis etwa 1420. 

## Die Wüstung
Die älteste erhaltene Erwähnung von Mittelstedten stammt von 1303. Als Marktort wurde es zuletzt 1401 genannt. Im Städtekrieg um 1420 ist das Dorf mutmaßlich untergegangen.
Heute erinnern die Flurbezeichnungen „Mittelstedter Feld“, „Mittelstedter Gericht“ und „Mittelstedter Linde“ an das ehemalige Dorf. Die „Mitelstedter Karte“ aus dem Jahr 1587 zeigt an der Stelle zwei Lindenbäume.

## Die Linde im Mittelstedter Feld

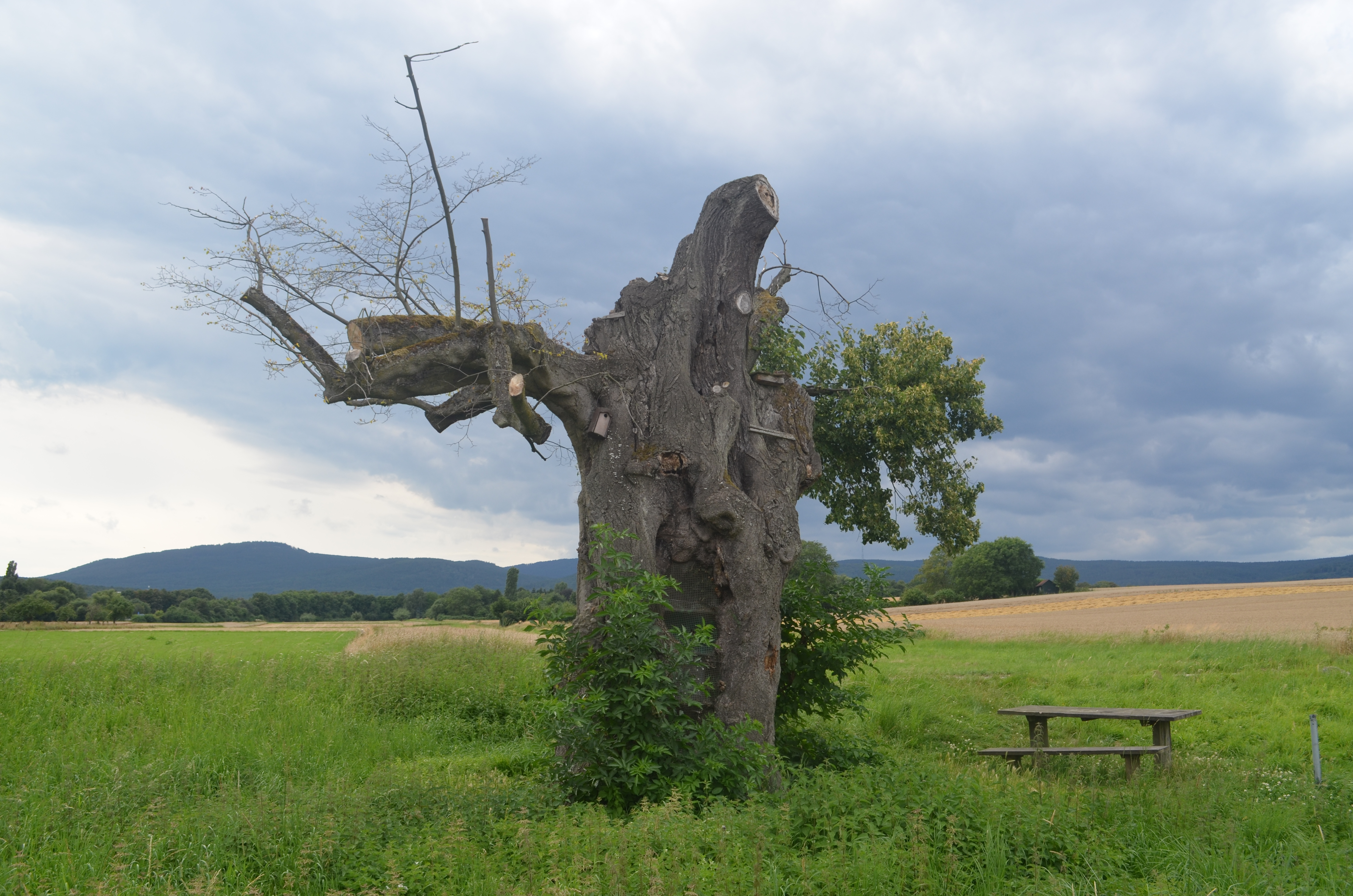
Linde im Mittelstedter Feld (2016)

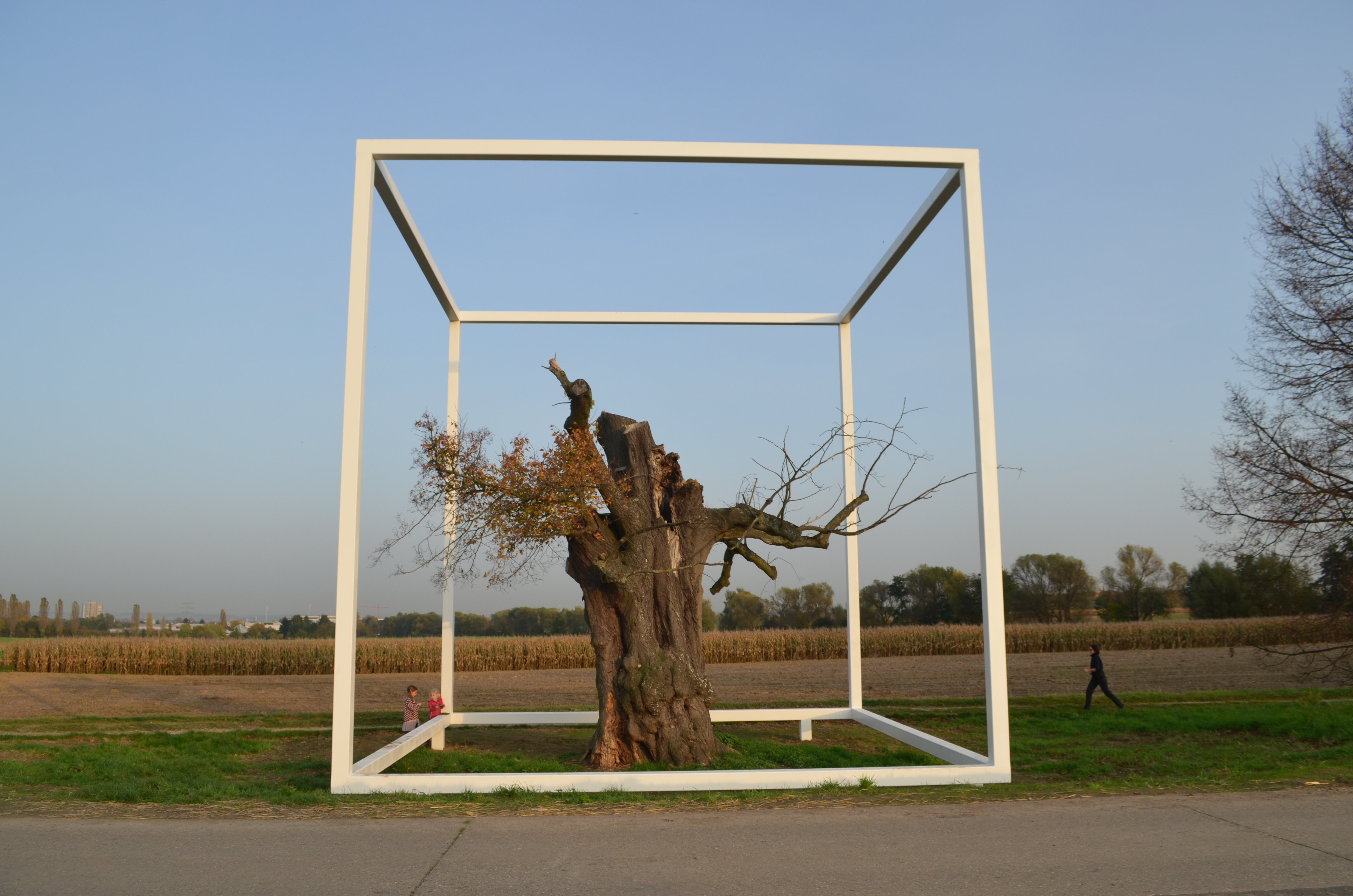
Linde im Mittelstedter Feld (2017)

Die Linde im Mittelstedter Feld ist eine einzelstehende über 400 Jahre alte ehemalige Gerichtslinde mit ausladender, tiefansetzender Krone und gewaltiger Stammpartie. Sie steht seit 1938 als Naturdenkmal unter Schutz.
Bereits 1931 schrieb der „Oberurseler Bürgerfreund“ über den Zustand der Linde „Ihr Stamm ist morsch und halb ausgefault“. 1970 wurde das Wurzelwerk des Baumes bei einer Verlegung von Telefonkabeln beschädigt. 2016 bestand nur noch der mächtige Stamm und wenige Nachtriebe.
Unter dem Titel „Zeitenwende“ soll die 650 m² große Fläche um die Linde in ein Kunstwerk verwandelt werden. Hierzu hat die Stadt Oberursel 2016 einen Künstlerwettbewerb ausgeschrieben. Am 7. Dezember 2016 wurde der Beitrag des Frankfurter Künstlerteams Wolfgang Winter / Berthold Hoerbelt zum Sieger gekürt. Es ist eine offene Vitrine in Form eines 8 Meter hohen dreidimensionalen Bilderrahmens aus weißen Stahl. Das Kunstwerk wurde bis Spätsommer 2017 realisiert. Die Kosten wurden auf etwa 60.000 € geschätzt. Anschließend sollten vor Ort Lesungen stattfinden. Die endgültigen Kosten betrugen 76.000 Euro. Die Regionalpark RheinMain trug hiervon 26.000 Euro, ein Verein 10.000 Euro und die Regionalpark Dachgesellschaft 40.000 Euro. Der Bund der Steuerzahler kritisierte in seinem Schwarzbuch 2017 diese Kosten. Im Jahre 2019 ist die Linde umgefallen.